# مردمک‌سنج
مردُمَک‌سنج یا پیوپیلومتر (نام علمی: Pupilometer/pupillometer) نامی برای دو دستگاه مختلف یک مورد استفاده در مراقبت‌های حساس پزشکی که میزان رفلکس مردمکی را اندازه‌گیری می‌کند و دیگری مورد استفاده در چشم‌پزشکی است که اندازه‌گیری فاصله بین مردمک‌ها از طریق محرک‌های بینایی انجام می‌دهد.

## بخش مراقبت‌های حساس

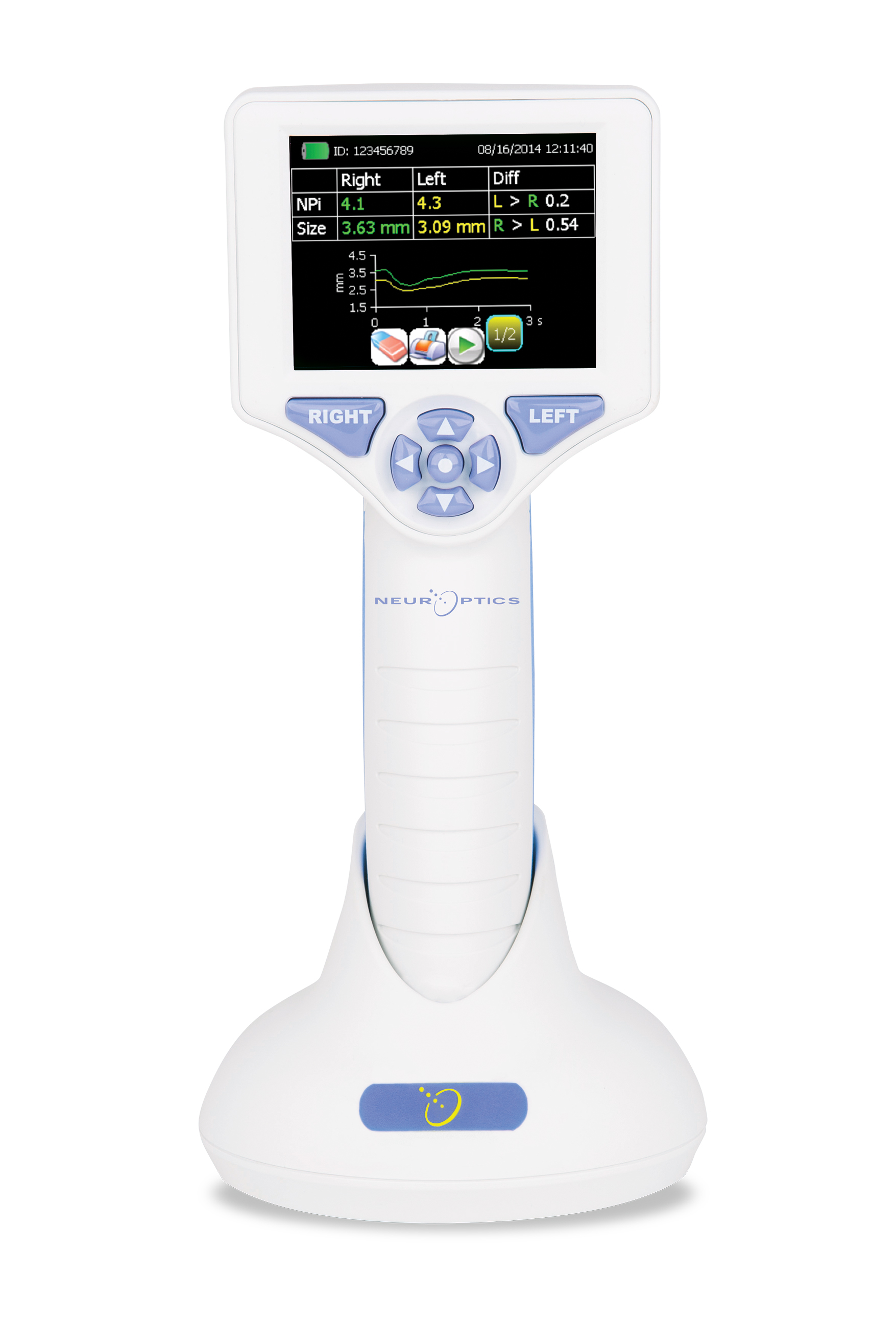
NeurOptics, Inc. Pupillometer2

مردمک‌سنج خودکار یک وسیلهٔ قابل حمل، دستی است که به کمک مادون قرمز نتایج قابل اعتماد و هدف مند از اندازهٔ اندازه مردکم‌ها و تقارن و واکنش آن‌ها از طریق اندازه‌گیری رفلکس آن‌ها به نور به دست می‌دهد. مستقل از معاینه کننده، مردمک‌سنج خودکار نتایج قابل اعتماد را از واکنش سریع مردمک‌ها شامل اندازه و واکنش را که قابل تغییر هستند همانند سایر علائم حیاتی به پزشک نشان می‌دهد. pupillometer خودکار همچنین، نتایج کمی قابل اعتماد و مؤثری را به صورت طبقه‌بندی شده از روند پاسخ مردمک به نور به ما می‌دهد.
مردمک‌سنج خودکار برای دقت بیشتر و نظم اطلاعات مردمک، موارد موضوعی را از موارد ارزیابی مردمکی جدا می‌کند. اطلاعات مردمکی می‌تواند به صورت اتوماتیک به پروندهٔ بیمار انتقال داده شود. این کار برای کاهش خطا در ثبت نتایج بیماران لازم است.
بهترین استفاده از یک مردمک‌سنج خودکار زمانی است که بیمار دربخش مراقبت‌های ویژه یا اورژانس بیمارستان قرار دارد و پزشکان نیاز به اطلاعات پایه از تغییرات مردمکی و بدنی او دارند.

## اندازه‌گیری فاصلهٔ بین مردمکی برای فواصل دور در چشم‌پزشکی
رایج‌ترین استفاده از مردمک‌سنج استفاده از آن برای اندازه‌گیری فاصله مردمک (PD) است. فاصله بین مردمکی در ساخت عینک استفاده می‌شود به طوری که دقیقاً مرکز مردمک در مرکز اپتیکی عدسی قرار گیرد. این رایج‌ترین استفاده از این دستگاه است. فاصلهٔ بین مردمکی ممکن است با خط‌کش میلی‌متری که بر روی پل بینی بیمار قرار داده می‌شود، اندازه‌گیری شود که هم برای فواصل دور و هم برای فواصل نزدیک کاربرد دارد.
انواع روش‌های اندازه‌گیری فاصله بین مردمکی برای فواصل دور وجود دارد. بینایی‌سنج‌ها با کمک خط‌کش میلی‌متری این کار را انجام می‌دهند. استفاده از هنر دستگاه‌های تصویری مرکزیاب است که ارائه دهنده دقت بالاتر و تکرار در مقایسه با دستی اندازه‌گیری. دقت است و به خصوص یک نگرانی برای مترقی لنز کوچک که در آن انحراف به شدت کاهش عملکرد لنز.
علاوه بر آن اندازه‌گیری زمانی که یک بازدیدکننده داشته است یک عینک‌ساز وجود دارد انواع مختلفی از تلفن همراه برنامه‌های کاربردی و برنامه‌های تحت وب است که یک فرد می‌توانید استفاده کنید. برنامه در دسترس برای آی فون و آی پاد لمسی و آی پد. نرم‌افزار تحت وب است که با استفاده از انواع آنلاین فروشندگان عینک. به منظور استفاده از نرم‌افزار تلفن یا وب سایت نرم‌افزار یک دوربین و یک کارت اعتباری با یک نوار مغناطیسی مورد نیاز به کمک در اندازه‌گیری فرآیندهای.
متناوباً، یک مردمک‌سنج برای بررسی پاسخ مردمک- یک دستگاه تک چشمی برای اندازه‌گیری میزان دیلاتیشن مردمک در پاسخ به محرک‌ها استفاده می‌شود.
در علم چشم‌پزشکی پاسخ مردمکی به نور با پاسخ مردمکی به فوکوس (مثال: مردمکی که ممکن است در فوکوس در نزدیک تنگ شود، همانند پاسخ مردمک در بیماری ارگیل رابرتسون) در تشخیص سفلیس متفاوت است.
اگرچه پیوپیلومتر استفاده می‌شود اما می‌توان از چراغ قوه و چارت نزدیک نیز استفاده نمود.
میزان گشادگی مردمک در چشم می‌تواند نشانگر هوشیاری و توجه باشد. Check date values in: |date= (help)
روش قابل اندازه‌گیری بار شناختی مانند گشادگی یا انقباض مردمک‌ها در حال استفاده در تحقیقات بازاریابی برای ارزیابی جذابیت آگهی‌های بازرگانی تلویزیون می‌باشد. اتساع مردمک‌ها در افزایش فرایندهای ذهنی نشان دهندهٔ توجه یا پاسخ روانی می‌باشد. پاسخ مردمکی نیز یافت شده است که منعکس کننده فرآیندهای حافظه بلندمدت در پیش‌بینی موفقیت شکل‌گیری رمزگذاری حافظه و همچنین در بازیابی عملکرد درک متفاوت نقش دارد.